# Dominic Toretto
Dominic Toretto er en fiktiv figur i filmserien Fast & Furious, der spilles af Vin Diesel. Han er lederen af en såkaldt "street-racing gang", der bliver involveret i forskellige kriminelle aktiviteter, og korrupte politiske gerninger. Han er gift med Letty Ortiz, som han har en søn med.
Toretto er en af de mest populære figurer i moderne film, og det var rollen som ham der gjorde Vin Diesel til en stor stjerne i Hollywood.